# Рауд, Эдуард Викторович
Эдуард Викторович Рауд (род. 29 ноября 1987, Владивосток, СССР) — российский баскетбольный тренер.

## Карьера
Эдуард Рауд начинал тренерскую карьеру в «Спартак-Приморье», занимаясь с юношами в одном из спорт-классов в структуре клуба. На протяжении трёх сезонов (2012—2015) работал ассистентом в основной команде приморского клуба, помогая Гундарсу Ветре, Расселу Бергману и Эдуарду Сандлеру.
В 2015 году перешёл в тренерский штаб новичка Суперлиги — ПСК «Сахалин», который возглавил Эдуард Сандлер.
Перед началом сезона 2016/2017 Рауд был назначен и.о. главного тренера «Сахалина». В январе 2017 года клуб возглавил Сергей Гришаев, а Эдуард остался работать в команде старшим тренером. В феврале 2017 года Рауд покинул клуб. 7 апреля 2017 года по решению суда восстановлен в должности главного тренера ПСК "Сахалин". Согласно тексту решения, незаконными признаны приказ о расторжении трудового договора с Эдуардом Раудом и соответствующая запись в трудовой книжке тренера ("Уволен за прогул"). По решению суда ПСК "Сахалин" обязано восстановить Рауда в должности тренера со дня, следующего за днем увольнения (с 17 февраля), а также внести в трудовую книжку запись о переводе на должность главного тренера c 1 октября 2016 года с полным восстановлением заработной платы. Решение суда в части возвращения к работе, следует из текста, подлежит немедленному исполнению.
Перед началом сезона 2017/2018 у Рауда были предложения возглавить один из клубов Суперлиги и поработать в тренерском штабе команды Единой лиги ВТБ, но Эдуард принял решение заняться самообразованием и отправился на стажировку в НБА. Во второй половине 2017 года, он стажировался в литовском «Жальгирисе», а затем поехал в «Бруклин Нетс». В начале 2018 года Эдуард посетил клубы «Юта Джаз» и «Даллас Маверикс», а также команды G-Лиги «Солт-Лейк-Сити Старз» и «Техас Лэджендс».
Летом 2018 года в качестве ассистента главного тренера сборной России (до 20 лет) добрался до 1/2 финала Чемпионата Европы в дивизионе В.
В августе 2018 года вошёл в тренерский штаб «Локомотива-Кубань» в качестве тренера-скаута.
В июне 2019 года Рауд вернулся на Сахалин став ассистентом Эдуарда Сандлера в «Востоке-65».
В сентябре 2021 года Рауд стал главным тренером «Уфимца».
В июле 2023 года Рауд вошёл в тренерский штаб Миленко Богичевича в «Автодоре».
В мае 2024 года Рауд продлил контракт с «Автодором».
В июле 2025 года Рауд возглавил молодёжную команду «Автодора» — «Автодор-2».

## Достижения
- Чемпион Суперлиги-1 дивизион: 2015/2016
- Серебряный призёр Суперлиги: 2014/2015
- Бронзовый призёр Суперлиги: 2013/2014
- Серебряный призёр Кубка России: 2020/2021
- Бронзовый призёр Кубка России: 2014/2015